# Софийская улица (Санкт-Петербург)

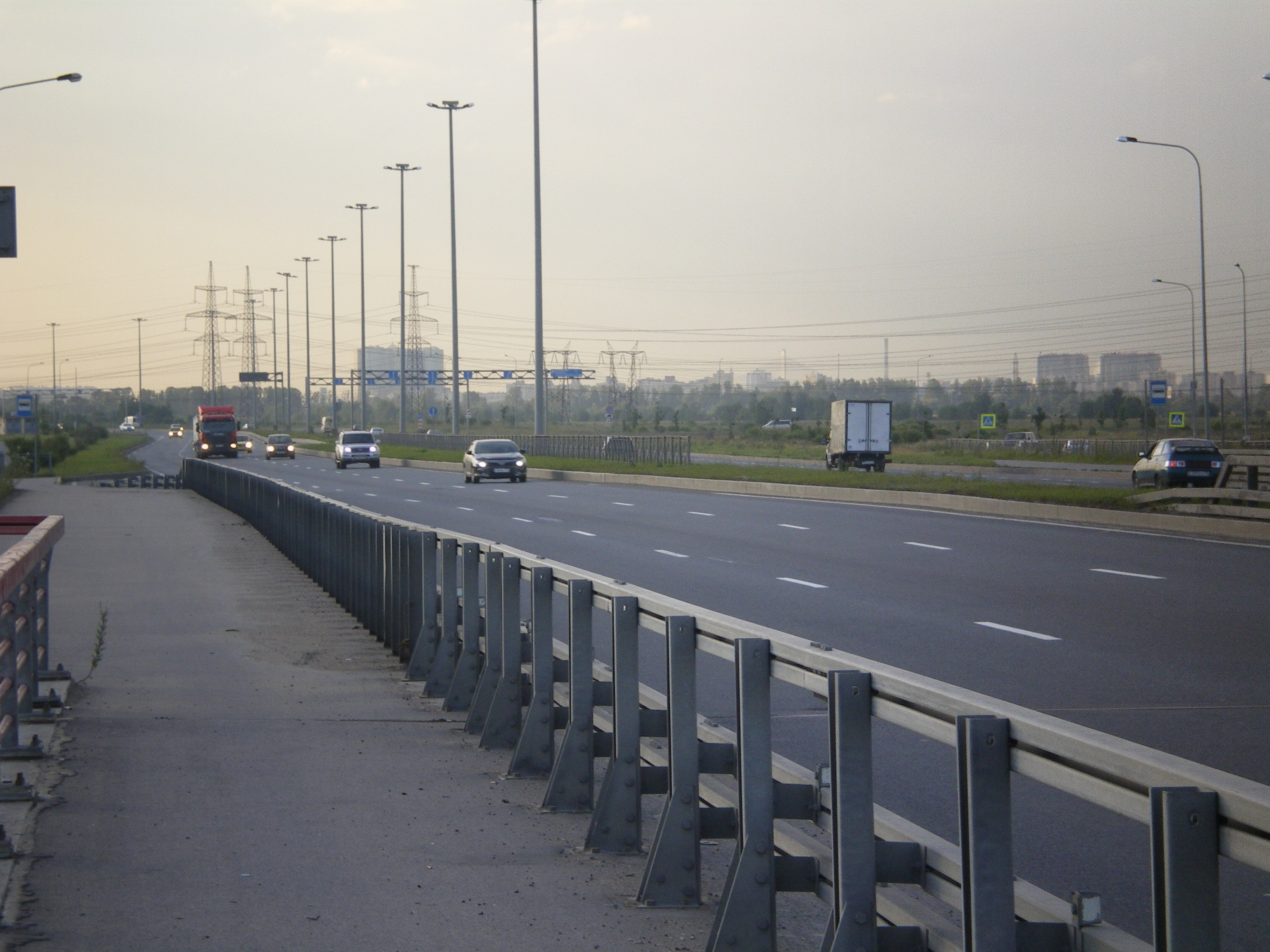
Магистральная часть Софийской улицы в шушарских полях, вид с «Моста глупости»

Софи́йская улица — одна из крупнейших улиц Санкт-Петербурга, проходящая по территории Фрунзенского, Пушкинского и Колпинского районов Санкт-Петербурга. Соединяет город Колпино и восточную часть района Купчино с центром Петербурга. Начинается от улицы Салова и следует в юго-восточном направлении. Первый построенный участок шёл до Южной портовой ветви, где в 2005 году была построена КАД, и продолжался до территории Южной ТЭЦ. В 2009 году открыт второй участок до Колпинского шоссе. В 2019 году улица была продолжена до соединения с платной трассой «Нева», а в 2021 году заработал участок до Заводского проспекта.

## История
Названа 16 января 1964 года в честь столицы Болгарии Софии.
В советские годы рассматривался проект соединения Софийской и Гороховой улиц (они лежат на одной линии), но из-за сложности прокладки магистрали через Волковское кладбище он не был реализован.
2 сентября 2009 года было торжественно открыто продолжение улицы от КАД до Колпина, вдоль участка была проложена велодорожка. До продления улица имела разворотное кольцо перед железной дорогой (частично перестроено при сооружении развязки с КАД), после которого следовал двухполосный проезд через железнодорожные пути к ряду промышленных предприятий, заканчивавшийся на территории Южной ТЭЦ.
В 2019 году заработало соединение Софийской улицы и Усть-Ижорского шоссе.
27 ноября 2019 года Софийская улица была продлена на 750 метров, до логического продолжения Пролетарской улицы для соединения с автодорогами М10AH8E 105 и М11AH9.
4 сентября 2021 года Софийская улица была продлена ещё на 1,3 км до пересечения с Заводским проспектом. В будущем на пересечении этих улиц планируется сооружение автотранспортной развязки.

### «Мост глупости»
В месте прохождения Софийской улицы над Ленсоветовской дорогой и рекой Кузьминкой в 2009 году был построен путепровод. Высота путепровода — около 3 м — совпадает с высотой небольшого грузовика: одни модели проходят, другие нет. Нижний габарит плохо освещён. Несмотря на предупреждающие знаки и даже самодельные плакаты об ограничении габарита по высоте (2,7 м), многие грузовые автомобили, преимущественно «Газели», регулярно попадают в ДТП под этим мостом. Из-за этого он получил прозвище «мост глупости». По состоянию на март 2021 года под путепроводом было зарегистрировано 204 подобных аварии, после чего проезд под мостом был закрыт на реконструкцию.

## Транспорт
По улице на разных участках проходят маршруты автобусов № 12, 31, 53, 91, 95, 96, 116, 117, 141, 197, 253, 282, 324, 326, 330 и троллейбуса № 35.
На пересечении с проспектом Славы расположена остановка транспорта, которую обслуживают автобусные маршруты № 11, 56, 114, 140, 239, 288 и троллейбусные № 26, 27, 29, 36, 42.
На углу Софийской и улицы Салова также останавливаются автобусные маршруты № 36, 59.

## Значимые объекты
- Кладбище Памяти Жертв Девятого Января;
- Пулемётный ДОТ на углу с проспектом Девятого Января  Объект культурного наследия народов РФ регионального значения. Рег. № 781510331730505 (ЕГРОКН)

Достопримечательности Софийской улицы
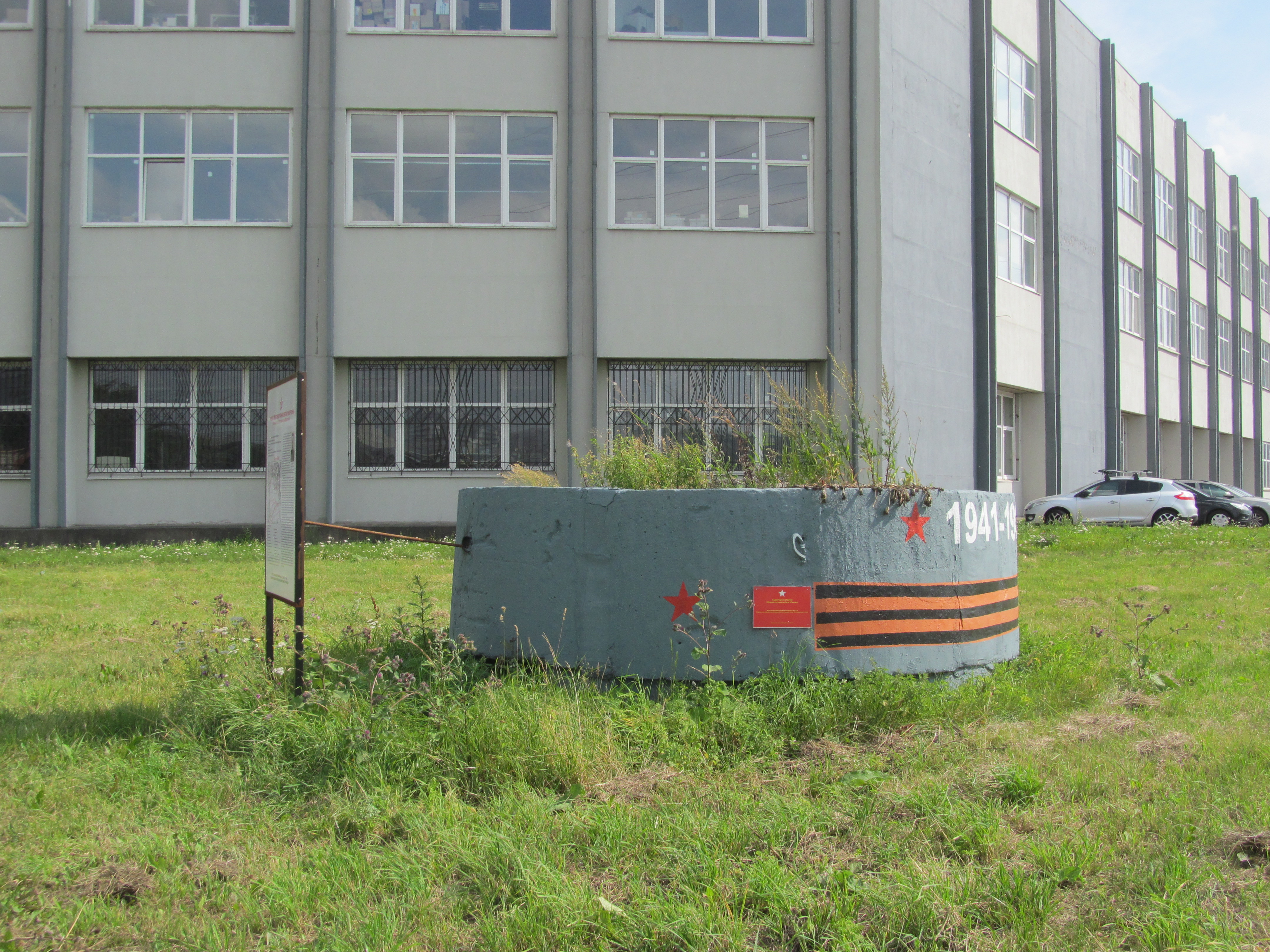
Пулемётный ДОТ на углу Софийской и проспекта Девятого Января

## Маршрут
- Санкт-Петербург
  - Улица Салова
  -  Улица Зубарева
  -  Улица Фучика
  -  Улица Белы Куна
  -  Улица Турку
  -  Проспект Славы на Гамбургской площади
  -  Южное шоссе
  -  Проспект Александровской Фермы и улица Димитрова
  -  Дунайский проспект и проспект Девятого Января
  -  Складской проезд
  -  Грузовой проезд
  -  Улица Олеко Дундича
  -  Кольцевая автомобильная дорога
- Шушары
  -  Автозаводская улица
  -  3-й Бадаевский проезд (не построен)
- Петро-Славянка
  -  Николаевский проезд
  -  Ленсоветовская дорога, улица Труда
- Шушары
  -  река Кузьминка («Мост глупости»)
  -  Усть-Ижорское шоссе
  -  река Славянка
- Колпино
  -  Финляндская улица
  -  Колпинское шоссе Колпинское шоссе на ВОСТОК: улица Танкистов; на ЗАПАД: М10AH8E 105 «Россия», Пушкин
- Шушары
  -  Пролетарская улица (с дальнейшим выходом на трассы М10AH8E 105 «Россия» и М11AH9 «Нева»)
- Колпино
  - Заводской проспект

## Интересные факты
- Является самой длинной улицей Санкт-Петербурга[8].
- Является самой длинной именно улицей России. Все улицы длиннее её — имеют в своём название слово «шоссе»[9].